# جسر الشهيد محسن الهندوانة
جسر الشهيد محسن الهندوانة هو أحد الجسور في جنوب العاصمة اليمنية صنعاء في حي دار سلم، وتم افتتاحة في 8 مارس 2014 بتكلفة مليارين و274 مليوناً و570 ألف ريال بتمويل حكومي.
ويقع في تقاطع شارعي شارع الخمسين وشارع تعز، أطلقت تسمية نسبة إلى محسن الهندوانة أحد المناضلين اليمنيين الذين شاركوا في محاولة اغتيال الامام أحمد عام 1961، حيث سميت المنطقة باسم حي دار سلم نسبة إلى قرية دار سلم القريبة منه والتي ينتمي إليها الهندوانة.